# Kupu (sockenhuvudort i Kina, Xinjiang Uygur Zizhiqu, lat 45,83, long 83,31)
Kupu (kinesiska: 库普, 库普乡) är en sockenhuvudort i Kina. Den ligger i den autonoma regionen Xinjiang, i den nordvästra delen av landet, omkring 410 kilometer nordväst om regionhuvudstaden Ürümqi. Antalet invånare är 14 561. Befolkningen består av 6 907 kvinnor och 7 654 män. Barn under 15 år utgör 25,0 %, vuxna 15-64 år 70 %, och äldre över 65 år 4,0 %.
Runt Kupu är det mycket glesbefolkat, med 4 invånare per kvadratkilometer. Trakten runt Kupu består i huvudsak av gräsmarker.
Genomsnittlig årsnederbörd är 318 millimeter. Den regnigaste månaden är juli, med i genomsnitt 67 mm nederbörd, och den torraste är februari, med 8 mm nederbörd.